# Berta Foersterová
Berta Foersterová també coneguda com a Bertha Lauterer o Berta Foersterová-Lautererová (Praga, 11 de gener de 1869 - 9 d'abril de 1936) fou una soprano txeca. Era l'esposa del compositor Josef Förster.
Estudià en el Conservatori de Praga, i des de 1887 va pertànyer a l'òpera del Teatre Nacional (Narodni Divadlo) d'aquella capital. Es distingí com a soprano dramàtica, d'eminent talent mímic i gran erudició musical.
Entre les seves creacions musicals cal citar: Desdemona a Otello de Verdi; Tatiana a Eugeni Oneguin de Txaikovski; Carmen; Debora, etc. d'especial importància són les seves figures txeques i eslaves, com a Aneska a Les dues vídues de Smetana; Xenie a Dimitrij de Dvořák; Vendulka a El bes de Smetana, etc. El 1892 recollí grans èxits a Viena i des de llavors va romandre a la companyia del Teatre Municipal d'Hamburg, on contribuí, mercès a les seves interpretacions, a propagar la producció dramàtica txeca (amb obres de Smetana i Dvořák).